# L'amica del cuore
L'amica del cuore (Friends 'Til the End) è film musicale statunitense per la televisione del 1997 con Shannen Doherty.

## Trama
Heather Romley (Shannen Doherty) e Suzanne (Jennifer Blanc) sono entrambe cantanti che sono state in competizione l'una contro l'altra ad alcune manifestazioni dei tempi della loro adolescenza. Heather ha vinto tutte le gare, questo porterà Suzanne ad odiare Heather per tanti anni creandosi un complesso di inferiorità e la fissazione di dover sempre vincere. Anni dopo, Heather va al college e ha un fidanzato, Simon (Jason London). Suzanne si iscrive anche lei alla università con l'intenzione di distruggere la vita di Heather che nemmeno si ricorda di chi sia Suzanne ed ignora di averla battuta spesso ai concorsi canori durante l'infanzia, quindi ingenuamente diventerà sua amica.